# Justin Hui
Justin Hui (* 17. Februar 1998 in Singapur), mit vollständigen Namen Justin Hui Yong Kang, ist ein singapurischer Fußballspieler.

## Karriere
Justin Hui erlernte das Fußballspielen in der National Football Academy in Singapur. Seinen ersten Vertrag unterschrieb er 2016 bei den Young Lions. Der Verein spielte in der ersten Liga, der S. League. Die Young Lions sind eine U-23-Mannschaft, die 2002 gegründet wurde. In der Elf spielen U23-Nationalspieler und auch Perspektivspieler. Ihnen soll die Möglichkeit gegeben werden, Spielpraxis zu erhalten. Hier kam er 2016 einmal in der Liga zum Einsatz. 2017 wechselte er zum Ligakonkurrenten Hougang United. Für Hougang absolvierte er 34 Erstligaspiele und schoss dabei drei Tore. Im Februar 2021 unterschrieb er einen Vertrag beim ebenfalls in der ersten Liga spielenden Lion City Sailors. 2021 feierte er mit den Sailors die singapurische Meisterschaft.

## Erfolge
Lion City Sailors
- Singapore Premier League: 2021